# Canal 13 (San Luis)
El Canal 13 de San Luis, conocido como San Luis + (pronunciado San Luis Más), estilizado como SL+ es un canal de televisión argentino afiliado a Telefe que transmite desde la ciudad de San Luis. El canal se llega a ver en gran parte de la Provincia de San Luis a través de repetidoras. Es operado por el Gobierno de San Luis.

## Historia
En 1964, en la ciudad de San Luis, se funda el primer canal de TV de la provincia, Canal 2. El medio era de circuito cerrado, y se veía dentro de las 4 avenidas principales que componen la capital. Fue el primer medio televisivo en transmitir en vivo en la provincia, y contó con múltiples programas. En calle Colón al 800, ubicada en la zona céntrica de la capital sanluiseña, fue el escenario de los sueños de quienes serían los pioneros de la televisión abierta de esa provincia.
El 24 de diciembre de 1969, mediante el Decreto 8322 (publicado el 23 de marzo de 1970), el Poder Ejecutivo Nacional adjudicó al gobierno provincial una licencia para explotar la frecuencia del Canal 13 de la ciudad de San Luis, capital de la provincia homónima.
La licencia inició sus transmisiones regulares el 24 de diciembre de 1972 como LV 90 TV Canal 13 de San Luis.
El canal permaneció en la calle Colón hasta junio de 1978, cuando el Mundial de fútbol, que por primera vez se disputaba en Argentina, y el estreno de la Televisión a color, fueron motivos suficientes para que las autoridades del gobierno provincial decidieran trasladar los estudios a la zona del Puente Blanco, donde se encuentran actualmente en Avenida del Fundador 985.
En 1983 con la llegada del gobierno democrático, creció el área de influencia de Canal 13 al instalarse una red de repetidoras que llevaron la imagen de esa provincia hasta las provincias limítrofes.
El 8 de octubre de 1984, mediante la Resolución 799, el Comité Federal de Radiodifusión autorizó al Municipio de Ingeniero Luiggi a instalar una repetidora de la emisora en la localidad pampeana, asignándole el canal 10 en la banda de VHF.
El 15 de octubre de 1986, mediante la Resolución 764, también autorizó al gobierno provincial a instalar repetidoras en Justo Daract y Soven asignándole a cada repetidora los canales 44 y 63 respectivamente; sin embargo, el 18 de mayo de 2001 (a través de la Resolución 656), dejó sin efecto la Resolución 764/86 del permiso de construcción; salvo la de Soven (canal 44).
En febrero de 2001, El 13 TV cambia su imagen corporativa y el nombre comercial San Luis Teve.
En 2008 comenzó a transmitir su programación vía satélite y, como consecuencia de este cambio, San Luis Teve adoptó el nombre de San Luis Sat. El 5 de noviembre del mismo año, el gobernador Alberto Rodríguez Saá participó de la inauguración oficial del primer estudio de televisión del canal en la Casa de San Luis en Buenos
Aires, que se efectuó ese mismo día. Las instalaciones de última generación, fueron construidas por profesionales del más alto nivel y se encuentra a la altura de las principales cadenas de televisión del mundo.
En 2010, vuelve a llamarse Canal 13 como parte de un cambio de imagen del canal.
El 24 de junio de 2011, la Autoridad Federal de Servicios de Comunicación Audiovisual, mediante la Resolución 689, le asignó al Canal 13 el Canal 28 en la banda de UHF para emitir en la Televisión Digital Terrestre.
El 3 de abril de 2012, Canal 13 estrenó nueva imagen institucional con nueva programación, contenidos locales y redes sociales.
En enero de 2013, el gobierno provincial propuso un proyecto de remodelación, refuncionalización, jerarquización y ampliación de la planta transmisora del canal. Durante ese mismo año, el canal estatal afianza su cobertura para llegar de la mejor manera a toda la geografía puntana. Además, tiene proyectada una renovación tecnológica que permitirá trasmitir en Alta definición y a través de dispositivos móviles.
A partir de mayo de 2014, Canal 13 se incorpora al sistema de TDA emitiendo a través de las 14 repetidoras por el canal 28.1.
El 18 de mayo de 2015, el gobernador Claudio Poggi y autoridades reinauguraron la planta transmisora con nuevas y modernas instalaciones: Se refaccionó 2 365 m² de infraestructura existente y fueron construidos 509 m² nuevos para la construcción de 3 nuevos estudios e ingreso al canal (por calle Catamarca).
Desde el 2 de julio de 2015, Canal 13 estrenó su aplicación móvil diseñada para plataformas móviles ofreciendo la señal en vivo, programas diferidos y noticias.
El 8 de noviembre de 2017, Canal 13 lanzó su programación en Alta definición.
El 10 de diciembre de 2023, el canal pasa a llamarse San Luis +.

## Programación
Actualmente, parte de la programación del canal consiste en retransmitir parte de los contenidos del Canal 11 de Buenos Aires (cabecera de la cadena Telefe, que representa comercialmente al canal).
La señal también posee programación local, entre los que se destacan Más Noticias (que es el servicio informativo del canal), Agenda directa (magazine matutino), Gracias por estar (programa de entretenimiento) y Entrevistas (interés general) entre otros programas locales.
En abril de 2009, Canal 13 dejó de emitir la programación de Telefe, reemplazando su contenido por programas locales. 14 años después a partir del 21 de enero de 2024, la programación de Telefe vuelve al Canal 13.

## Más Noticias
Es el servicio informativo del canal con principal enfoque a la Provincia de San Luis. Actualmente, posee tres ediciones que se emiten de lunes a viernes (a las 13:00, a las 20:00 y a la medianoche).
Originalmente, el noticiero se llamó Panorama Provincial en los años 80. En 1994, pasó a llamarse Canal 13 Noticias hasta 1997, cambiando a Revista 13.
En febrero de 2001, el servicio informativo del canal cambió su nombre por San Luis Hoy.
Para el 2008, el noticiero pasó a llamarse El noticiero de San Luis.
El 3 de abril de 2012, como parte del cambio en la imagen institucional, cambió su nombre por el de Noticias 13; sin embargo, había otras ediciones: Hora de cierre (a la medianoche) y La Portada que se mantuvieron hasta 2013.
El 11 de diciembre de 2023, un día después del cambio en la imagen institucional, el noticiero cambia de nombre a Más Noticias.

## Repetidoras
Canal 13 cuenta con 19 repetidoras en la Provincia de San Luis.
| Canal | Localización de la repetidora |
| 2     | Anchorena                     |
| 8     | Cerro El Amago                |
| 36    | Cerro Tomolasta/La Carolina   |
| 43    | Concarán                      |
| 5     | Fortuna                       |
| 38    | Justo Daract                  |
| 40    | La Punta                      |
| 41    | La Toma                       |
| 8     | Martín de Loyola              |
| 30    | Merlo                         |
| 47    | Naschel                       |
| 41    | Navia                         |
| 39    | Paso Grande                   |
| 13    | Potrero de los Funes          |
| 11    | San Jerónimo                  |
| 12    | San Miguel                    |
| 45    | Tilisarao                     |
| 4     | Villa de Praga                |
| 11    | Villa Mercedes                |